# Двойное складское свидетельство
Двойное складское свидетельство является ценной бумагой, состоящей из двух частей: собственно складского свидетельства и залогового свидетельства (варранта). Эти части, будучи отделенными друг от друга, являются самостоятельными ценными бумагами. По предъявлении обеих частей свидетельства склад должен передать товар лицу, предъявившему свидетельство.

## Использование
Складское свидетельство доказывает принадлежность товара предъявителю свидетельства, а также удостоверяет принятие товара на хранение складом. На основании складского свидетельства товар может быть продан или обменян; само свидетельство при этом вручается новому владельцу товара с добавлением передаточной надписи (индоссамента), но сам товар остаётся на складе. Забрать товар владелец может только при предъявлении вместе со складским и залогового свидетельства или квитанции об уплате залога.
Залоговое свидетельство (также варрант) используется для передачи товара в залог; оно удостоверяет право залога и при передаче в залог отдаётся залогодержателю, который в свою очередь может свободно передавать его другим лицам по передаточной надписи. При передаче товара в залог в складском свидетельстве делается запись о сумме и сроке залога. Таким образом, в случае покупки части двойного складского свидетельства без варранта, покупатель будет знать, что товар обременён залогом и для получения товара будет необходимо рассчитаться с залогодержателем.

## Оформление
Специфика таких ценных бумаг, как складское свидетельство, состоит не только в их своеобразной форме, но и в реквизитах, в состав которых входят:
- наименование и местонахождение товарного склада;
- текущий номер свидетельства по реестру;
- наименование и местонахождения товаровладельца;
- наименование, количество, мера товара;
- срок хранения;
- размер вознаграждения и порядок его уплаты;
- дата выдачи свидетельства;
- подпись и печать товарного склада.